# Салливан, Уильям Джон
Уильям Джон Салливан, более известный как Джон Салливан (род. 6 декабря 1976 года в Сиэтле) — разработчик свободного программного обеспечения, хакер и писатель.

## Биография
Салливан в настоящее время является исполнительным директором Фонда свободного программного обеспечения, где он работает с начала 2003 года. Он также спикер и веб-мастер проекта GNU. Кроме того, он участвовал в разработке некоторых опций текстового редактора GNU Emacs.
Салливан является активным разработчиком свободного программного обеспечения и участником движения свободной культуры. Он имеет степень бакалавра искусств по философии от Университета штата Мичиган и степень магистра искусств по прозе и поэтике. В колледже Салливан был успешным политическим полемистом, он дошёл до финала конкурса дебатов CEDA и до полуфинала Национального турнира по дебатам.
До 2007 года Салливан был главным контактным лицом кампаний Defective by Design, BadVista и Play Ogg. До июля 2006 года он также был главным веб-мастером проекта GNU.
С 2011 года он занимает должность исполнительного директора Фонда свободного программного обеспечения.
Как спикер проекта GNU Салливан выступает с речами по следующим темам: технические средства защиты авторских прав и кампания Defective by Design; медиа-патенты, проприетарное лицензирование и кампания Play Ogg; выбор свободного программного обеспечения вместо Microsoft Windows; как вы можете помочь: стратегии общения и организации идеалов свободного ПО; почему программное обеспечение должно быть свободным; введение в GPLv3 и лицензирование свободного ПО; ФСПО/GNU высокоприоритетные проекты свободного ПО.